# Estadi Municipal de Differdange
L'Estadi Municipal de Differdange és un estadi de futbol a la ciutat de Differdange, al sud-est de Luxemburg. Actualment és l'estadi del Football Club Differdange 03. Té capacitat per a 2.400 persones.